# Spiderwick Fortællingerne
Spiderwick Fortællingerne er en eventyrfilm fra 2008 baseret på bestseller-børnebøgerne skrevet af Holly Black og Tony DiTerlizzi af samme navn.

## Handling
Efter en skilsmisse flytter Helen og børnene Jared, Simon og Mallory fra New York og langt ud på landet til et hus, Helen har arvet efter sin skøre tante. Børnene har det svært med at være flyttet og at bo på landet, men takket være den mystiske Arthur Spiderwicks efterladte optegnelser over en magisk verden, der eksisterer lige uden for huset, får børnene noget andet at tænke på.

## Rolleliste
- Freddie Highmore – Jared/Simon
- Sarah Bolger – Mallory
- Mary-Louise Parker – Helen Grace
- Martin Short – Thimbletack
- Nick Nolte – Mulgarath/Red Cap
- David Strathairn – Arthur Spiderwick
- Joan Plowright – Tante Lucinda
- Seth Rogen – Hogsqueal
- Andrew McCarthy – Richard Grace
- Tod Fennell – Helen's kollega
- Jeremy Lavalley – Tow Truck driver
- Jordy Benattar – unge Lucinda